# Heriades fulvescens
Heriades fulvescens är en biart som beskrevs av Cockerell 1920. Heriades fulvescens ingår i släktet väggbin, och familjen buksamlarbin. Inga underarter finns listade i Catalogue of Life.